# Distrito Sur (Cáceres)
El distrito Sur es uno de los cinco distritos en los que se organiza el municipio español de Cáceres, y asimismo uno de los cuatro distritos urbanos en los que se divide la ciudad homónima. Según los datos del padrón a 1 de enero de 2022, el distrito tiene una población de 20 997 habitantes, albergando algo más de la quinta parte de la población total del municipio.
El distrito Sur, al igual que el resto de distritos, es creado por el Reglamento de los Distritos y de la Participación Ciudadana del Ayuntamiento de Cáceres.

## Demografía y división administrativa

### Límites del distrito
Debido a la dispersión, sobre todo en su parte más meridional, sus límites son más o menos imprecisos. En general, el distrito queda delimitado por:
- El cerro de los Pinos y la Estación de FF.CC.
- La sierra de la Mosca, en su parte más oriental.
- La  EX-100 , de Cáceres a Badajoz.
- La  N-630 , Carretera Ruta de la Plata.

## Representantes del distrito
Presidente del Distrito: Concejal, Andrés Licerán 
Videpresidente 1º: Concejal, David Santos
Vicepresidente 2º: José Antonio Ayuso

## Barrios

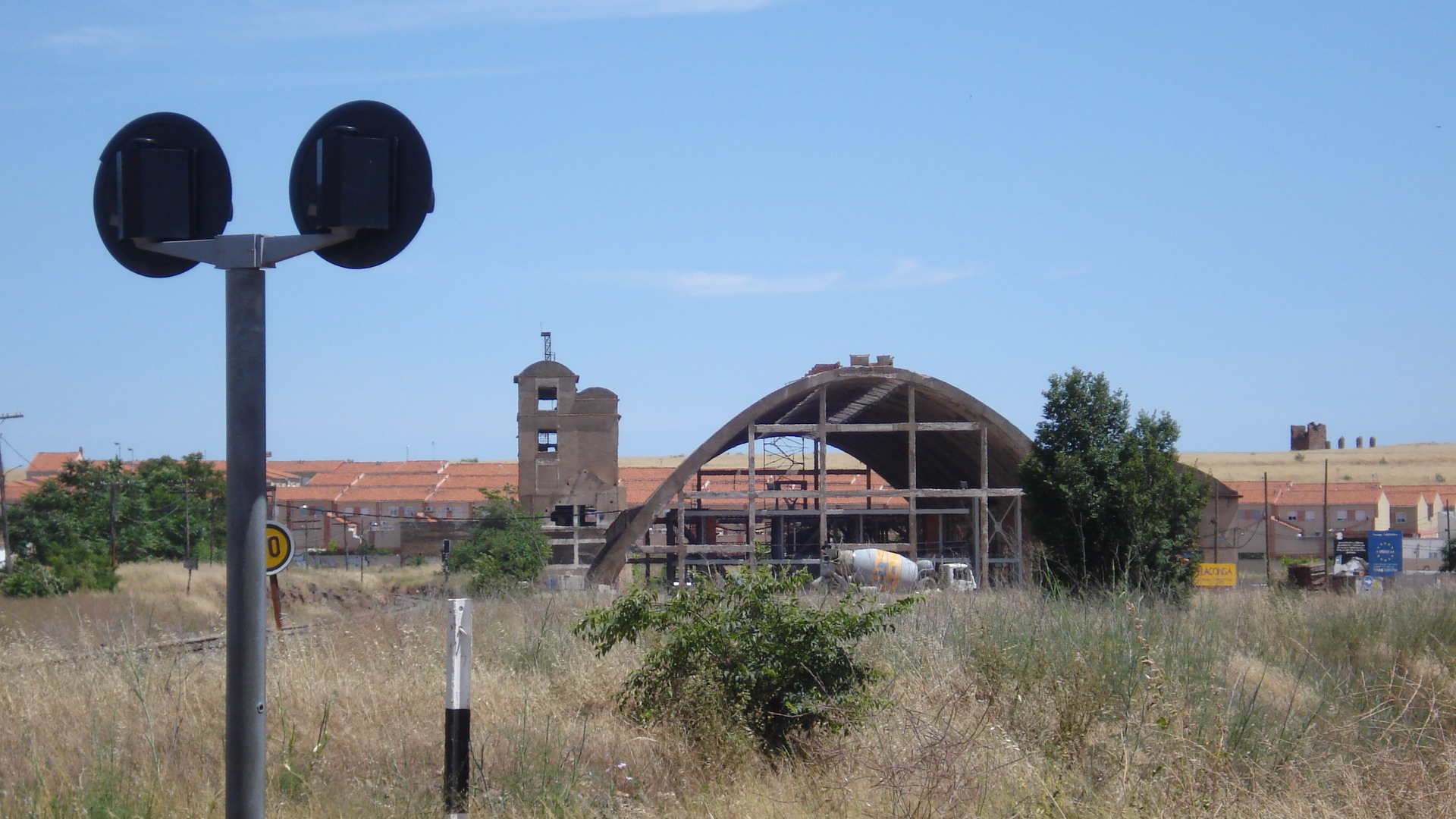
Embarcadero de Aldea Moret, antigua pedanía minera del que se ha integrado en la estructura de la ciudad repartiéndose entre varios barrios de este distrito.

Se divide oficialmente en los siguientes barrios (habitantes a 1 de enero de 2022):
- Barriada Minera (548)
- Casa Plata (1171)
- Ceres Golf (508)
- Charca Musia (109)
- Espíritu Santo (1262)
- Industrial Aldea Moret (6)
- La Abundancia (2503)
- La Cañada (1154)
- La Paloma (2070)
- Las Trescientas (665)
- Llopis Ivorra (2569)
- Maltravieso (1425)
- Recinto Ferial (no habitado)
- Río Tinto (622)
- San Antonio (Nuevo Cáceres) (5321)
- Sierra de San Pedro (688)
- Vera Cruz (623)
- Vistahermosa (325)

## Lugares de interés

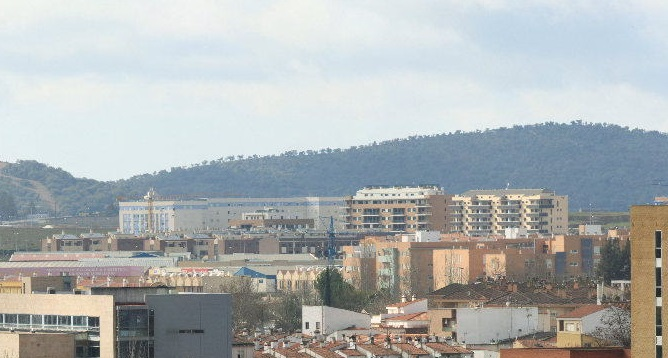
Bloques de pisos en Casa Plata

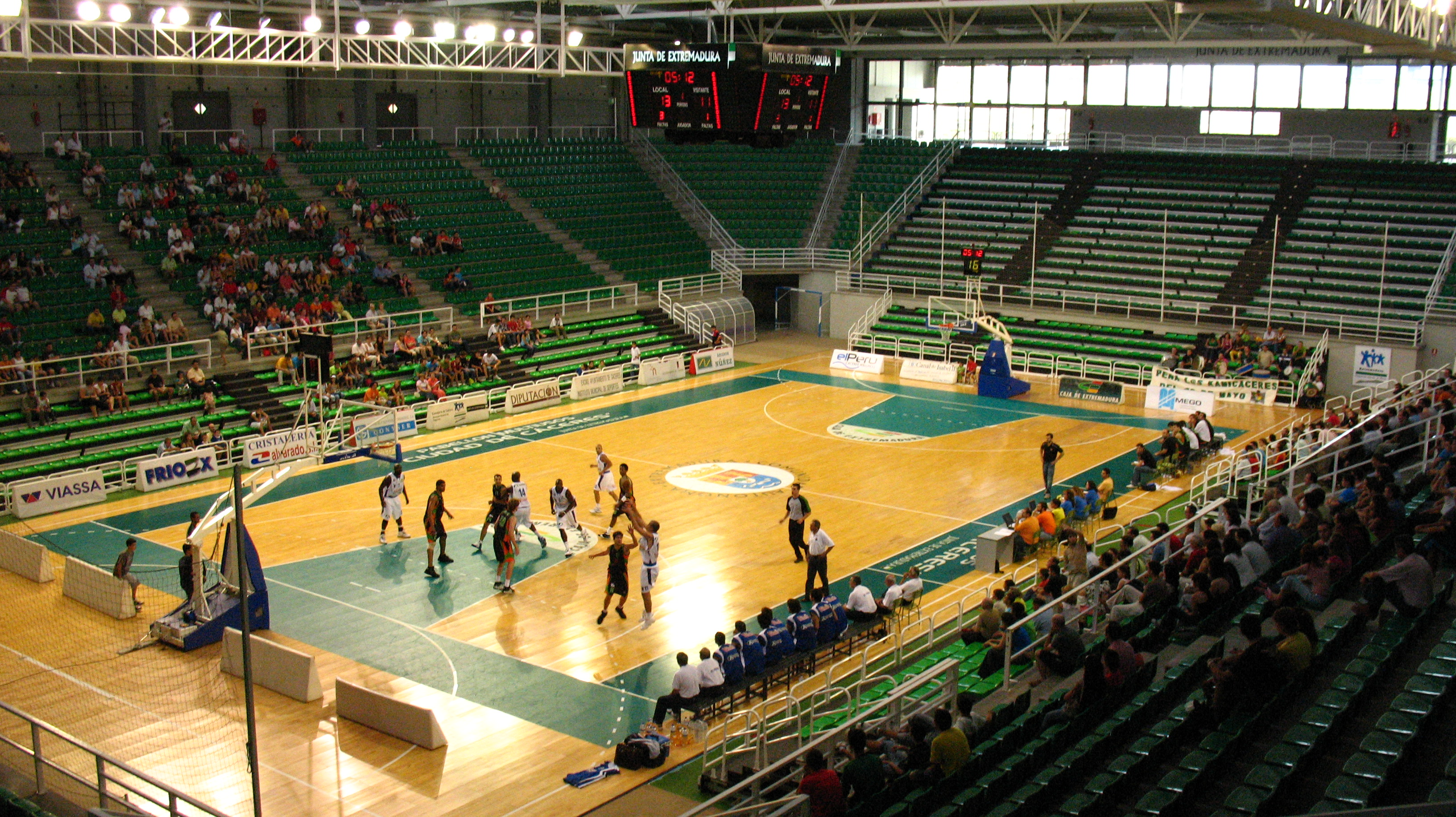
Interior del Pabellón Multiusos Ciudad de Cáceres

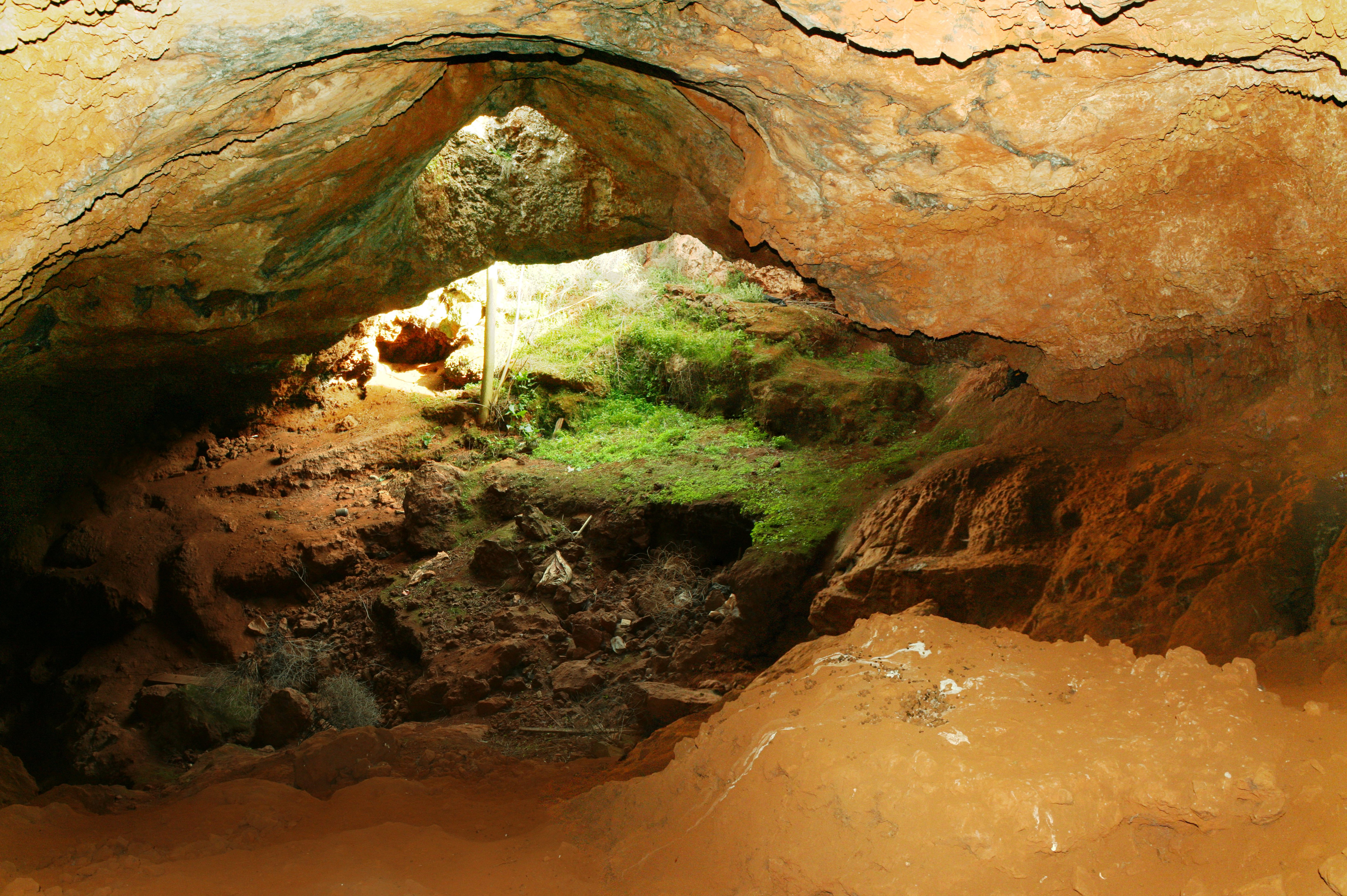
Entrada a la cueva del Conejar

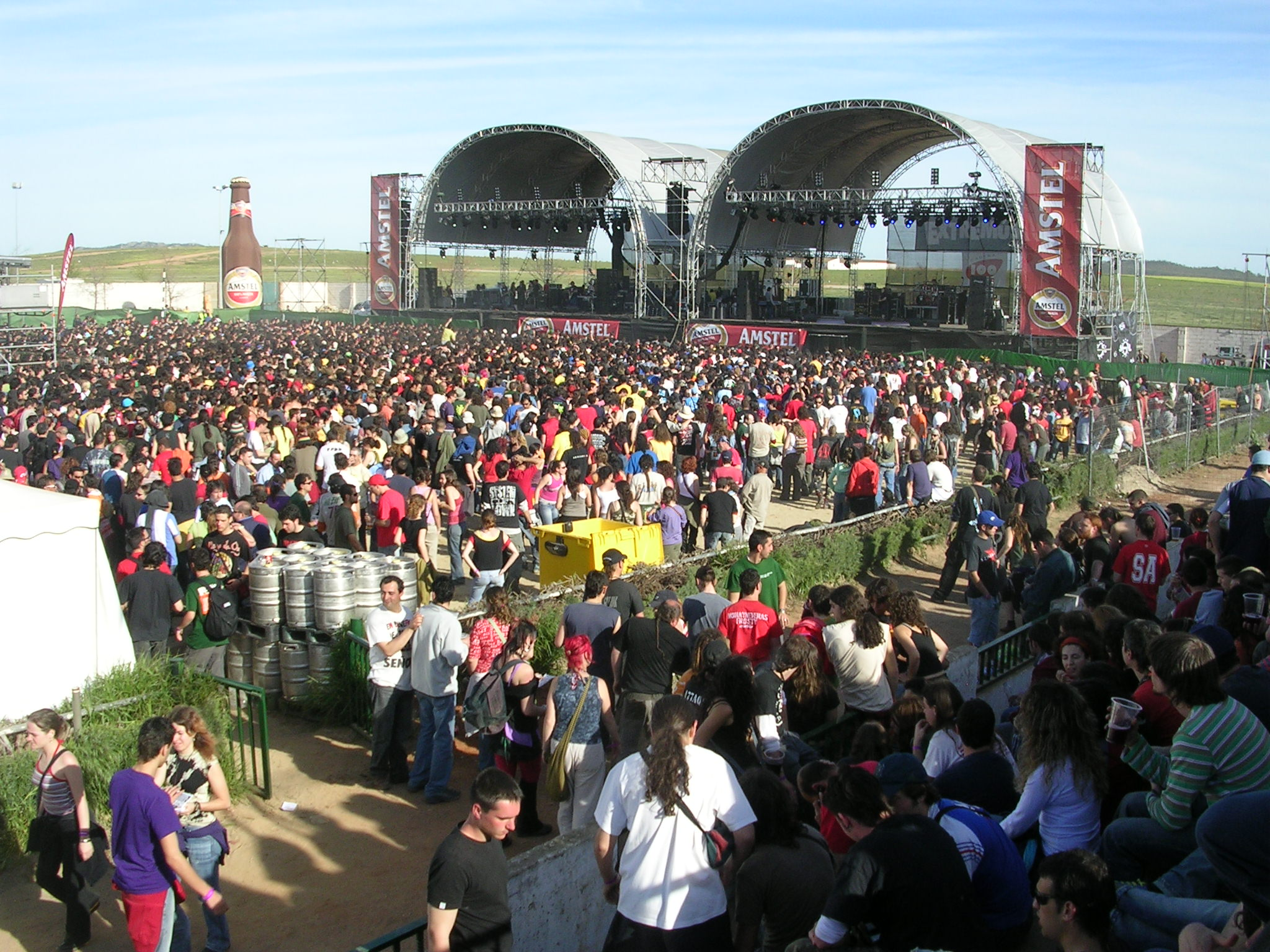
El recinto ferial de Cáceres durante el Extremúsika 2006

### Zonas Industriales y comerciales
El  Polígono Industrial Aldea Moret , ubicado en la avenida Juan Pablo II, en la  N-630 .
El  Polígono Industrial Charca Musia , ubicado en la  EX-206 , carretera de Cáceres a Villanueva de la Serena.

### Parques
Este es el listado de parques:
- Parque de Israel
- Parque de Maltravieso
- Parque Víctimas del Terrorismo

### Lugares de culto
- La iglesia de San José Obrero, en la calle del Río Ródano, esquina con Avda. Río Tíber.
- La iglesia de San Eugenio, en sierra de San Pedro.
- La iglesia de la Sagrada Familia, en la Av. Pierre de Coubertin.
- La iglesia del Buen Pastor, en la calle de Costa Rica
- La iglesia del Espíritu Santo, en la Roche Sur Yon.

### Otros lugares de interés
- piscinas municipales de Aldea Moret y el pabellón municipal Aldea Moret
- El Pabellón Multiusos Ciudad de Cáceres, en la avenida de la Hispanidad
- El pabellón municipal Moctezuma, en la avenida de la Hispanidad.
- El centro de interpretación de la Minería, en Aldea Moret
- El Edificio Embarcadero y el Garaje 2.0, ambos en la C/ Santa Cristina (en Sierra de San Pedro).
- Casa de la cultura La Cañada, en la calle de los Llanos de Cáceres
- Casa de cultura Rodríguez Moñino, en la avenida de Cervantes
- La estación de autobuses, en la calle de Túnez
- Los servicios especiales y de prevención y extinción de incendios de Cáceres
- El centro de día y mayores Geryvida
- La cueva del Conejar

## Educación
En el distrito Sur se encuentra:
- El colegio Alba Plata (educación infantil y primaria).
- El colegio Gabriel y Galán (educación Infantil y Primaria).
- El colegio María Auxiliadora (educación infantil, primaria y secundaria).
- El IES Javier García Téllez.

## Transportes

### Autobuses
- La  (Pza. Obispo Galarza - Aldea Moret) tiene parada en: avenida de la Constitución, avenida del Río Tíber, avenida del Río Ródano, cerro de los Pinos, calle del Danubio y calle de Jesús Nazareno.
- La  (Mejostilla - Espíritu Santo) tiene parada en: Av. de la Hispanidad, Ronda de la Pizarra, Av. de Dulcinea, Av. de la Bondad, C/ Colombia y C/ Roche Sur Yon.
- La  (Macondo - Ceres Golf) tiene parada en: calle de Túnez, calle de San Petersburgo, avenida de Juan Pablo II, calle de Comerca de Tentudía, Recinto Ferial, avenida del Calerizo, calle del Cerro de los Romanos y calle del Alcor del Roble.
- La  (Pol. Las Capellanías - Pol. Charca Musia) tiene parada en la Av. Cervantes.
- La  (Res. El Arco - Casa Plata) tiene parada en: Av. de la Hispanidad, Av. Pierre de Coubertin, C/ Cueva del Conejar, C/ de la Mesta y C/ de la Trashumancia.
- La  (Cáceres El Viejo - Sierra de San Pedro) tiene parada en: A. de la Hispanidad, C/ Túnez, Av. de la Constitución y C/ Mina Estrella.
- La  (Campus Universitario - Avenida Isabel de Moctezuma) tiene parada en la Av. de la Hispanidad.

### Taxis
Hay parada de Taxis en:
- Avenida de la Hispanidad, 47
- Calle Túnez (estación de autobuses)
- Recinto ferial (solo para determinados eventos).